# Manupatia (Ort)
Manupatia ist ein osttimoresischer Ort im Suco Darulete (Verwaltungsamt Liquiçá, Gemeinde Liquiçá). Das Dorf liegt im Norden der Aldeia Manupatia, am Hang des Fatumasins in einer Meereshöhe von 1185 m. Nördlich befindet sich das Dorf Lebu-Ae und südwestlich der Weiler Fahate und weitere kleine Siedlungen und Einzelhäuser. Im Tal im Osten fließt der Caicabaisala, ein Nebenfluss des Lóis.